# Bielorrusia en los Juegos Olímpicos de Pekín 2022
Bielorrusia estuvo representada en los Juegos Olímpicos de Pekín 2022 por un total de 29 deportistas que competirán en 6 deportes. Responsable del equipo olímpico es el Comité Olímpico Nacional de Bielorrusia, así como las federaciones deportivas nacionales de cada deporte con participación.
Los portadores de la bandera en la ceremonia de apertura fueron los patinadores de velocidad Ignat Golovatsiuk y Hanna Nifantava.

## Medallistas
El equipo olímpico bielorruso obtuvo las siguientes medallas:
| Nombre        | Deporte          | Competición   |
| ------------- | ---------------- | ------------- |
| Oro           |                  |               |
| —             |                  |               |
| Plata         |                  |               |
| Anton Smolski | Biatlón          | Individual M  |
| Hanna Huskova | Esquí acrobático | Salto aéreo F |
| Bronce        |                  |               |
| —             |                  |               |